# Chinatsu Wakatsuki
Chinatsu Wakatsuki (n. 28 mai 1984, Yoshimi⁠(d), Prefectura Saitama, Japonia) este un idol japonez, fotomodel, actriță și o vedetă de televiziune. Numele ei real înainte de căsătorie a fost Chiharu Kurihara, este reprezentată de Platinum Prodication. 

## Trivia
- Ea este prietenă-bună cu Misako Yasuda, Sayuri Anzu și Yoko Kumada.
- Ea a recunoscut că a plâns la Fuyu no Sonata.
- Chinatsu iubește manga, în special NANA.
- A lansat două cântece: Ai no Kakera, Diamond ~Kibou no Shirushi

## Filmografie

### Seriale TV
- Regatta
- Earthquake
- Gokusen 2
- Honto ni Atta Kowai Hanashi 2
- Division 1

### Filme
- Omoi no Iro
- Otoshimono

## Vezi și
- Misako Yasuda
- Sayuri Anzu
- Yoko Kumada